# Une nuit de noces (film, 1950)
Pour les articles homonymes, voir Une nuit de noces.
Pour plus de détails, voir Fiche technique et Distribution.
Une nuit de noces est un film français réalisé par René Jayet, sorti en 1950.

## Fiche technique
- Titre français : Une nuit de noces
- Réalisation : René Jayet assisté de Pierre Cardinal
- Scénario : Robert Bibal et Robert Rocca d'après la pièce d'Albert Barré et H. Keroul
- Photographie : Charles Bauer
- Montage : Madeleine Gug
- Directeur artistique : Louis Le Barbenchon
- Société de production : Paral Films
- Pays de production :  France
- Format : Noir et blanc - 1,37:1 - Mono
- Genre : Comédie
- Durée : 85 minutes
- Date de sortie : 
  - France : 8 février 1950
- Visa d'exploitation : 9717
- Affiche : Georges Kerfyser (France)

## Distribution
- Dorette Ardenne : Claudine
- Marcel Arnal : Valentin
- Paul Barré : Henri
- Jacques Beauvais
- Martine Carol : Sidonie de Valpurgis
- Mona Goya : Valentine
- Léon Larive : Directeur de l'hôtel
- Albert Michel : L'inspecteur
- Jean-Pierre Mocky : Le garçon d'honneur
- Nina Myral : Présidente
- Félix Oudart : Saint-Moutier
- Jean Parédès : Gaston
- Philippe Richard : Président
- Alice Tissot : Mme Portal
- Suzy Willy